# دونجراديل
دونجراديل Dongeradeel  بلدية تقع في مقاطعة فرايزلاند شمال هولندا.

## طوبوغرافيا
خريطة طوبوغرافية هولندية لبلدية دونجراديل، يونيو 2015، (تقرأ بعد ثلاث نقرات على الخريطة)